# Patrimonio histórico

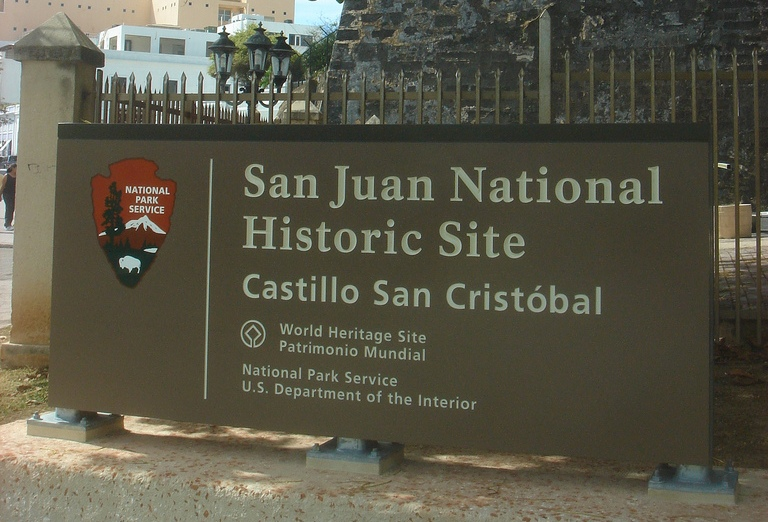
Cartel de entrada al sitio histórico nacional de San Juan, Puerto Rico

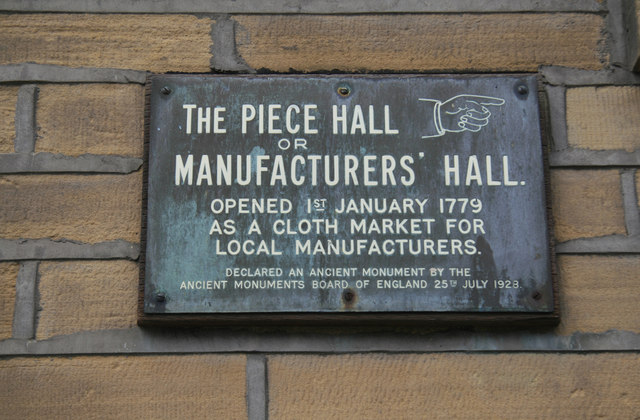
Placa del Manufacturer's Hall, sitio histórico en Inglaterra, Reino Unido

El patrimonio histórico es la parte del patrimonio cultural enfocada en los elementos históricos, habitualmente materiales, aunque también los hay inmateriales. Gran parte de los monumentos arquitectónicos desarrollados a lo largo de la historia (desde puentes y edificios a parques y hasta poblaciones enteras) se definen como patrimonio histórico, por lo que se considera parte importante del patrimonio cultural de un país, una región o una nación. En cuanto a los yacimientos arqueológicos, en la mayoría de países se incluyen también en esta definición —normalmente bajo una subcategoría propia—, aunque en algunas legislaciones son dos categorías distintas. Los elementos de patrimonio histórico se denominan bienes históricos (objetos/estructuras) o sitios históricos (recintos/lugares).
Adicionalmente a los elementos arquitectónicos, existen objetos más pequeños, tanto inamovibles (fuentes, estatuas, lápidas, piedras rúnicas, etc.) como movibles (figuras, esculturas, herramientas y utensilios), que forman parte del patrimonio histórico. También se incluyen muchas obras de arte protegidas, agrupadas en una subcategoría propia. Asimismo, existen bienes de patrimonio natural, como cuevas y hasta restos orgánicos, que se pueden clasificar como elementos de patrimonio histórico.

## Edificios y estructuras
Por norma general, las estructuras y edificios monumentales —por su significado histórico, función, simbolismo, arquitectura, diseño interior, etc.— son clasificados como patrimonio histórico. Estos pueden incluir puentes, túneles y vías de distintos períodos históricos; palacios, châteaux, schlösser, palacetes y demás residencias palaciegas; castillos, fortalezas y estructuras fortificadas; templos, mausoleos y edificios religiosos; arcos de triunfo; murallas y torres; cementerios, túmulos y tumbas; obeliscos; edificios de gobernación y justicia; moradas de personas históricas; estructuras construidas en un estilo histórico, característico o simbólico; haciendas y casas solariegas o rurales de interés general; estructuras portuarias y muelles; antiguos edificios de instituciones educativas, servicios (como correo) y hospitales; estructuras cavadas en cuevas y rocas; y edificaciones prehistóricas.

### Exclusión de la definición
Por otra parte, existen también edificaciones y estructuras modernas clasificadas como monumentos, que no son parte del patrimonio histórico. Su clasificación se debe bien a su simbolismo y enfoque cultural o conmemorativo (como los memoriales y monumentos recién creados), bien a su singularidad arquitectónica (como las megaconstrucciones modernas y otras estructuras extravagantes), o en general por ser atracciones turísticas de importancia. Algunos ejemplos son el edificio Burj Khalifa (registrado como monumento en Arabia Saudí), el Puente Dorado de Vietnam, el Puente del Tercer Milenio en Zaragoza, España, o el Monumento a Washington en Estados Unidos, entre muchos otros. Tampoco se clasifican como monumentos históricos recreaciones modernas de edificios antiguos o estructuras reconstruidas en su totalidad (aunque sí se consideran monumentos históricos edificios restaurados, incluso cuando solo una pequeña parte pertenece al edificio original).

## Espacios monumentales
El patrimonio histórico incluye muchas veces extensos espacios monumentales, los más destacados siendo los cascos antiguos de ciudades con historia centenaria o milenaria. Existen también calles monumentales, plazas monumentales, antiguos puertos marítimos y hasta antiguos mercados monumentales. Una calle monumental es aquella que agrupa una variedad de edificios clasificados como bienes históricos, aunque también lo pueden ser calles antiguas con valor histórico y cultural propio (como las avenidas principales que en las antiguas urbes pasaban a través de las puertas de la ciudad). De igual modo, una plaza monumental puede ser una plaza construida en torno a monumentos existentes, o ser en sí un elemento histórico clasificado, como muchas plazas mayores o plazas de armas en este sentido (por ejemplo, la plaza de Armas del Cuzco, Perú, o las piazzas del Popolo italianas, como las de Roma y de Cesena).
Existen espacios urbanos que conforman barrios o poblaciones enteras, clasificados como patrimonio histórico, como es el caso de la plaza de Armas de Álamos, en el estado de Sonora, México.

## Estado de preservación
En cuanto al estado del monumento, este puede:
- conservarse en plena forma (o manteniendo gran parte de su forma original);
- haber sido restaurado o rehabilitado externa y/o internamente, en forma parcial o completa;
- estar en estado de ruinas (pero conservado);
- estar prácticamente desaparecido (en este caso, pueden seguir trabajos arqueológicos o de recreación completa).

## Bienes inmateriales y documentales
Existen también bienes inmateriales que forman parte de los registros de patrimonio histórico. Las fiestas de carácter histórico (como las fiestas patronales y las Volksfeste) pueden formar parte de la clasificación de algunos países, si bien en otros pertenecen a una categoría distinta (aunque siempre en el marco del patrimonio cultural). 
Algunas colecciones de archivos y material escrito, fotografiado o grabado, son también bienes históricos protegidos. La Unesco ofrece una categoría propia —el denominado Programa Memoria del Mundo, antes conocido como Patrimonio Documental de la Humanidad—, que incluye este tipo de elementos. Por ejemplo, la colección de códices mexicanos o el material recabado y presentado a lo largo de los juicios de Auschwitz, forman parte de este programa. En el segundo caso, más allá del material en sí, se le adjudica un significado histórico importante, ya que a través de este proceso llegó a la conciencia pública gran parte de la historia del Holocausto.
Algunos sitios históricos son lugares de famosos crímenes o eventos trágicos; pueden constar de museos construidos en un sitio simbólico, como el caso de Tuol Sleng, en Camboya, o consistir en recintos o campos enteros, como Auschwitz en Polonia. Pueden ser conmemorados por medio de monumentos (estatuas, puentes, etc.), como la Zona Cero en Nueva York, o simplemente marcados, como el punto de control Charlie en Berlín, o la plaza de Carlebach, en Hamburgo.

## Clasificación, registros y conservación
La conservación del patrimonio histórico corresponde a los Estados y sus correspondientes legislaciones. En algunos, se trata de una autoridad nacional que se encarga de la gestión de la totalidad de los bienes clasificados, mientras que en otros se encargan entidades regionales, sobre todo en países cuya forma de gobierno es federal (como el caso de Alemania, sonde la totalidad de la gestión del patrimonio histórico cae en la jurisdicción de los estados federados, si bien el Gobierno federal asiste en la gestión de monumentos con especial interés a nivel nacional).
Según la experta en derecho civil Estefanía Hernández Torres, cuya tesis doctoral trata del Patrimonio histórico y registro de la propiedad, «la tutela del patrimonio histórico constituye una de las principales preocupaciones de las sociedades civilizadas. Los bienes que componen el legado cultural son merecedores de protección al constituir una vía de acceso a la cultura». Sin embargo, según Hernández, la protección de este tipo de elementos puede resultar complicada, sobre todo en el caso de los bienes inmuebles adquiridos con carácter previo, pues muchas veces su condición de inmueble protegido o de interés cultural es desconocida por sus propietarios.
Los registros elaborados por los distintos Estados y organizaciones internacionales (como la Unesco o la Unión Europea) se suelen desarrollar en el marco de una legislación muy detallada, que contempla las relaciones entre las autoridades públicas, las entidades de conservación (institucionales o privadas), los dueños de las propiedades (en los casos de propiedad privada) y la colaboración ciudadana. Se mantienen más allá de los datos históricos y fácticos, también observaciones sobre el significado histórico, cultural o artístico del bien clasificado, además de su condición cara a su uso, explotación y usufructo. 
Muchos bienes clasificados pueden ser usados por sus propietarios (para su vivienda, regentando hoteles, museos, etc.), con las condiciones que se les imponen, siempre involucrando un cierto nivel de cuidado, conservación y hasta obras de rehabilitación. Muchas veces, estas condiciones forman parte del contrato de compra o alquiler, y su cumplimiento es imprescindible para poder quedarse la propiedad. Una tal condición pueden ser las visitas de control periódicas por parte de la entidad de conservación correspondiente. En otros casos, cuando se trata de una propiedad privada en posesión de un particular anterior a su clasificación, las tareas de conservación y rehabilitación, o al menos su financiación, recaen en las autoridades públicas y las entidades de conservación. Casi en la totalidad de los casos, las obras de reforma y renovación del inmueble (tanto internas como externas) que no sean parte de la rehabilitación y recuperación de elementos históricos, están estrictamente prohibidas. En proyectos de gran alcance, se requiere la intervención ciudadana para llevar a cabo las actividades requeridas para la conservación del inmueble o el recinto.

## Funciones sociales y turísticas
El patrimonio histórico tiene un importante significado social, y en ocasiones también funciones sociales. Estas pueden englobar desde los museos desarrollados con fines educativos y proyectos académicos hasta puntos de encuentro de artistas, dormitorios estudiantiles (como ciertas torres de la muralla de Núremberg) o viviendas baratas para personas con menos recursos. Son comunes las casas-museo, siendo antiguas viviendas de personas famosas (artistas, pioneros, militares, políticos, empresarios) que han ejercido una gran influencia en la historia y folclore local, nacional o internacional. Estas casas suelen mantenerse conservadas en su estado original (cuando las personas en cuestión aún vivían en ellas), conservando sus muebles, enseres, elementos decorativos y herramientas de trabajo. Algunos ejemplos son la Casa-Museo Salvador Dalí en Portlligat, España, las casas museo Freud en varias ciudades europeas, o la Casa Ben-Yehuda en Jerusalén, Israel.
Según Joaquín Saúl García, catedrático de Geografía en la UCLM, «el patrimonio cultural se ha constituido en los últimos años en el fundamento de una tendencia turística —el turismo cultural–— que, aunque tiene una larga historia que se manifiesta en los conocidos libros de viajes de los siglos XVIII y XIX, no será hasta finales del siglo XX cuando aparezca como una forma de viajar cuyos objetivos son el conocimiento de la riqueza y diversidad cultural...». García afirma que la relación entre patrimonio y turismo en la actualidad es, por tanto, muy estrecha, lo cual aporta en gran medida a la conservación de los bienes patrimoniales tanto desde el punto de vista económico como en el desarrollo sostenible; en este aspecto, el patrimonio actúa como factor dinamizador del sistema. Una opinión similar expresa la experta en bellas artes Ana María Barbero, quien describe el patrimonio histórico como instrumento para el desarrollo sostenible (tomando a modo de ejemplo práctico a un proyecto de desarrollo local en Portugal).